# Teatro Verdi (Padoue)
Le Teatro Nuovo, aujourd'hui Teatro Verdi est un théâtre et un opéra situé à Padoue, en Italie, construit au milieu du XVIIIe siècle, rénové en 1884 et renommé à cette occasion en l'honneur du compositeur Giuseppe Verdi.

## Historique
L'édifice a été commandé par une société de nobles padouans et a été construit entre 1749 et 1751 par l'architecte padouan Giovanni Gloria sur un projet de l'architecte Antonio Cugini di Reggio.
En 1751, il a été inauguré par un mélodrame de Pietro Metastasio sous le nom Teatro Nuovo e della Nobiltà. En 1847, il a été rénové extérieurement par Antonio Monte d'après un dessin de Giuseppe Jappelli. En 1884, l’intérieur  a été modernisé  par l'architecte milanais Achille Sfondrini qui a conçu le  Teatro dell'Opera de Rome. La voûte, qui représente la Danse des Heures, a été peinte par Pietro Paoletti et reconstruite par Giacomo Casa. L'inauguration sous le nom actuel a eu lieu le 8 juin 1884. La musique pour l'ouverture du théâtre rénové est signée par le musicien Patavino Angelo Tessaro .
Le « Verdi » est le siège opérationnel du Teatro Stabile del Veneto et le siège de l'Académie d'art dramatique Palcoscenico.